# Benjamin Alcock
Benjamin Alcock (1801 -1859) va ser un anatomista irlandès. Se'l recorda per la seva descripció de la beina del nervi pudend, que es va conèixer com a canal d'Alcock, més tard anomenat canal pudend, i una malaltia associada, la síndrome del canal d'Alcock, també coneguda com a atrapament del nervi pudend o neuràlgia pudend.

## Biografia
Nascut a Kilkenny, Irlanda, va ser el més jove dels cinc fills d'un conegut metge, Nathaniel Alcock. Es va convertir en un anatomista consumat que va treballar durant un temps sota el principal cirurgià irlandès, Abraham Colles. Després d'estudiar al Kilkenny College, va estudiar anatomia al Trinity College de Dublín i es va graduar el 1821.
El 1825 Alcock es va llicenciar al Royal College of Surgeons d'Irlanda i va obtenir el seu màster a la Universitat de Dublín el 1827. Es va convertir en membre del Royal College of Surgeons més tard aquell any. Havia començat a ensenyar l'any 1825 treballant primer com a demostrador d'anatomia i després com a professor d'anatomia a partir de 1836. El 1837 Alcock es va convertir en el primer professor d'anatomia, fisiologia i patologia al Queen's College, Cork, treballant-hi durant més de deu anys a l'Apothecaries' Hall. Quan l'any 1849 hi va obrir la facultat de medicina, va ocupar el càrrec de professor d'anatomia.
Tanmateix, només hi va estar uns quants anys quan se li va demanar la dimissió el 1854. Això es va produir després d'un desacord important que va tenir amb l'administració de l'escola pel que fa a l'obtenció de cadàvers, (després de l'aprovació de la Llei d'anatomia de 1832). En resum, l'escassetat de cadàvers disponibles havia portat a l'escola a suggerir que Alcock fingís estar connectat amb persones que havien mort a la casa de treball i, per tant, podia reclamar els seus cossos (per a la seva eliminació). Per la seva posició en contra de participar en aquesta deshonestedat se li va demanar la seva dimissió, que va donar el 1854. No obstant això, va apel·lar contra aquesta sol·licitud de renúncia que no va tenir èxit i per això va ser destituït el 1855. Uns anys més tard, el 1859, sense feina ni perspectives laborals a Irlanda, va marxar a Amèrica i no se'n va tornar tenir notícies.